# لوبیچ دولنه
لوبیچ دولنه (به لاتین: Lubicz Dolny) یک روستا در لهستان است که در گمینا لوبیچ واقع شده‌است. لوبیچ دولنه ۱٬۹۰۰ نفر جمعیت دارد.